# Vražogrnac
Vražogrnac (serbisch-kyrillisch: Вражогрнац) ist ein Dorf in Ostserbien.

## Geographie und Bevölkerung
Das Dorf liegt in der Opština Zaječar, im Okrug Zaječar in der Timočka Krajina, im Osten des Landes. Der Ort liegt 111 m über dem Meeresspiegel und ist unweit von der serbischen Grenze mit Bulgarien entfernt. Der Ort liegt an den Ufern der Borska reka. Das Dorf liegt auch unweit des Timok. Vražogrnac liegt 8 km vom Zentrum der Gemeindehauptstadt Zaječar entfernt.
Vražogrnac hatte bei der Volkszählung 2011 eine Bevölkerungszahl von 1.090 Einwohnern, während es 2002 noch 1.340 Einwohner waren. Nach den letzten drei Bevölkerungsstatistiken fällt die Einwohnerzahl weiter.
Die Bevölkerung von Vražogrnac stellen zu 97 % serbisch-orthodoxe Serben. Es leben aber auch Angehörige folgender Ethnien im Dorf: 16 Walachen, 3  Mazedonen und jeweils ein  Jugoslawe, Rumäne, Bulgare, und Roma. Das Dorf besteht aus 469 Haushalten.

### Demographie
| Jahr | Einwohnerzahl |
| ---- | ------------- |
| 1948 | 2201          |
| 1953 | 2246          |
| 1961 | 2283          |
| 1971 | 2229          |
| 1981 | 2060          |
| 1991 | 1645          |
| 2002 | 1340          |
| 2011 | 1090          |

## Geschichte
Vražogrnac wird schon in Dokumenten aus dem 15. Jahrhundert erwähnt. Das Dorf ist serbisch besiedelt mit alteingesessenen Serben aus dieser Region und mit Neuankömmlingen aus dem Kosovo und Altserbien, die im 16. und 17. Jahrhundert nach Vražogrnac kamen.
Auch zogen Bewohner aus den Gemeinden und Orten Pirot, Kalna, Babušnica und Crna Trava in den 60er Jahren des 20. Jahrhunderts ins Dorf. 
Vražogrnac zählt zu den alten serbischen Ortschaften der Region.

## Religion
Im Zentrum des Ortes steht die von 1887 bis 1893 erbaute serbisch-orthodoxe Dreifaltigkeitskirche. Die Kirche gehört zum Dekanat Zaječar, der Eparchie Timok der serbisch-orthodoxen Kirche.